# Affaire Benitez
Ne doit pas être confondu avec Meurtres de la gare de Perpignan.
Le texte peut changer fréquemment, n’est peut-être pas à jour et peut manquer de recul. 
Le titre et la description de l'acte concerné reposent sur la qualification juridique retenue lors de la rédaction de l'article et peuvent évoluer en même temps que celle-ci.
L'affaire Benitez ou affaire des disparues de Perpignan, est une affaire criminelle française qui a défrayé la chronique en 2013, à la suite de la disparition mystérieuse le 14 juillet 2013 d'Allison Benitez et de sa mère Marie-José Benitez à Perpignan.

## Les faits
Le 15 juillet 2013, deux femmes habitant Perpignan, Allison Benitez (19 ans), l'une des candidates à l'élection du concours de beauté Miss Roussillon, et sa mère, Marie-José Benitez, née Barbet (53 ans), disparaissent sans donner signe de vie. Des témoins indiquent que la dernière fois qu'ils ont vu Allison, celle-ci avait rendez-vous avec son père Francisco « Paco » Benitez, adjudant-chef dans la Légion étrangère.
Francisco Benitez indique à leurs amis qu'elles sont parties en voyage à Toulouse et que leurs portables sont éteints. Par ailleurs, il ne prévient pas la famille de son épouse. Néanmoins, après plusieurs jours, des amis d'Allison préviennent la police de la disparition de la jeune fille et de sa mère. Francisco Benitez fait de même le 22 juillet.
Les policiers ne parviennent pas à retrouver la trace d'Allison et Marie-José Benitez à Toulouse. Ni l'une ni l'autre ne possède le permis de conduire, et les vidéosurveillances de la gare de Perpignan sont restées infructueuses. Les enquêteurs questionnent Francisco Benitez, qui explique leur départ par des difficultés survenues dans le couple. Les recherches montrent par la suite qu'il n'y a pas d'appel téléphonique sur les portables ni de mouvements sur les comptes bancaires des disparues depuis leur départ supposé. Le 2 août, une information judiciaire pour « recherche des causes d'une disparition inquiétante » est lancée. Des fouilles et battues pour les retrouver ne donnent rien,,.
Le bruit médiatique de l'affaire alerte la famille de Simone Oliveira Alves, une brésilienne résidant à Nîmes qui a, elle aussi, mystérieusement disparu en 2004,,. Et pour cause : elle a été la compagne de Francisco Benitez sans savoir qu'il avait déjà une concubine,. La double vie de ce dernier est découverte et la similitude dans les disparitions intrigue les policiers,. L'enquête concernant cette seconde affaire est rouverte.
Deux semaines plus tard, Francisco Benitez, par l'intermédiaire d'une vidéo diffusée sur le site internet de Paris Match, lance un appel à témoin pour retrouver sa fille et sa femme, tout en y clamant son innocence. Le 5 août, il se suicide par pendaison à la caserne de la Légion étrangère de Perpignan, après avoir appelé une autre de ses maîtresses résidant à Barcelone. Il n'aurait plus supporté la suspicion générale.

## L'enquête
En 2013, lors d'une perquisition au domicile du couple, au no 28 rue Jean-Richepin à Perpignan, en présence de Francisco Benitez, celui-ci avait paniqué quand les policiers ont commencé à s'intéresser au sous-sol. En effet, d'importantes traces de sang avaient été retrouvées dans le garage et avaient manifestement été lavées avec une quantité importante d'eau de Javel diluée dans de l'eau. D'après les enquêteurs les crimes se seraient déroulés au rez-de-chaussée. Des odeurs nauséabondes provenant de cet endroit avaient été décelées par des témoins (dont une maîtresse de Benitez). Christine, une amie de Marie-Josée, se souvenait que cette dernière lui avait montré l'existence d'une trappe permettant d'accéder à une ancienne fosse septique dans le vide sanitaire situé sous le garage, dans laquelle elle stockait des affaires, et Benitez du vin. Depuis ce vide a été comblé par du sable,.
Des prélèvements également effectués dans la caserne permirent de retrouver des traces de sang d'Allison Benitez dans un congélateur,, et un lave-linge. Francisco Benitez, qui les avait nettoyées peu après la disparition, apparaît donc comme le principal suspect dans une thèse d'un double homicide. Le mobile pourrait avoir été la découverte d'une liaison par sa fille qui aurait pu le dire à sa mère.
Les disparues ou leurs corps n'ont à ce jour, pas été retrouvés.
Le 23 septembre 2016, l'affaire est relancée grâce à la découverte d'ossements et d'un traversin taché de sang, sur la commune du Barcarès, non loin de Perpignan ; ceux-ci se sont avérés d'origine animale.

## Portrait de Francisco Benitez
Francisco Benitez, né à Algésiras le 13 décembre 1963, mais élevé à Ceuta, et ayant vécu à Séville dès l'âge de 20 ans, avait fait la connaissance en 1988 de Marie-José, une célibataire déjà mère de quatre enfants nés de pères différents et qui travaillait alors dans des bars à hôtesses proches du port de Marseille, où elle résidait. De leur union naît, le 24 mai 1994, Allison Solène, la seule et unique fille de Benitez, qui nourrit pour elle un amour démesuré[réf. nécessaire]. Mais quatre ans plus tard, le légionnaire fait la connaissance de Simone de Oliveira Alves, dans un bar d'entraîneuses à Nîmes. Si, au début, Marie-José et Simone ne se doutent de rien, les relations de Benitez avec sa maîtresse brésilienne se détériorent au bout de six ans. L'homme, d'une jalousie maladive, n'hésite pas à se montrer violent avec Simone, qui est hospitalisée en novembre 2004 pour des raisons qui restent floues (tentative de suicide ou fausse-couche). Quelques jours plus tard, le 29 novembre 2004, elle disparaît sans laisser de trace. Benitez est brièvement entendu dans le cadre d’une enquête pour disparition inquiétante. Il affirme avoir rompu avec sa maîtresse et ne plus avoir eu de nouvelles d'elle depuis.
Marie-José, qui n'était pas dupe, pardonne à Benitez cette incartade et décide de l'épouser le 10 novembre 2006. Mais Benitez ne tient pas parole et multiplie les relations adultères. C'est en examinant les messages reçus par le portable de son père, en 2012, qu'Allison découvre les messages enamourés d’une certaine Dolorès, une militaire en poste à Perpignan. Une dispute éclate et Benitez abandonne alors le domicile conjugal. Il ne met cependant pas fin à ses aventures amoureuses : il se sépare de Dolorès et entame une relation avec une ancienne amie, une compatriote, María Teresa, vigile au consulat français de Barcelone. Il envisage de refaire sa vie avec elle en Espagne. Peu de temps après, Allison et Marie-José disparaissent.

## Documentaires et reportages télévisés
- « Affaire Benitez : l’énigme du légionnaire » le 29 mai 2014 dans Envoyé spécial sur France 2[1].
- « Meurtre chez les Miss : l'affaire Benitez » les 15 janvier 2014 dans Enquêtes criminelles : le magazine des faits divers sur W9.
- « Spéciale : les disparues de Perpignan » le 13 janvier 2014 dans Crimes sur NRJ 12.
- « Les derniers secrets de Francisco Benitez » le 10 mai 2015 dans Non élucidé sur France 2.
- « Affaire des disparues de Perpignan » les 7 novembre 2015 dans Chroniques criminelles, diffusé sur NT1.
- « Perpignan : la double vie du légionnaire » dans l'émission Les Faits Karl Zéro (2014, épisode 104) diffusé sur 13e rue.

## Émissions radio
- « Francisco Benitez : le légionnaire et les disparues de Perpignan  » dans L'Heure du crime le 14 mai 2024 sur RTL.
- « Les fantômes de l'affaire Francisco Benitez » dans Affaires sensibles le 15 mai 2024 sur France Inter.